# 佩迪 (東開普省)

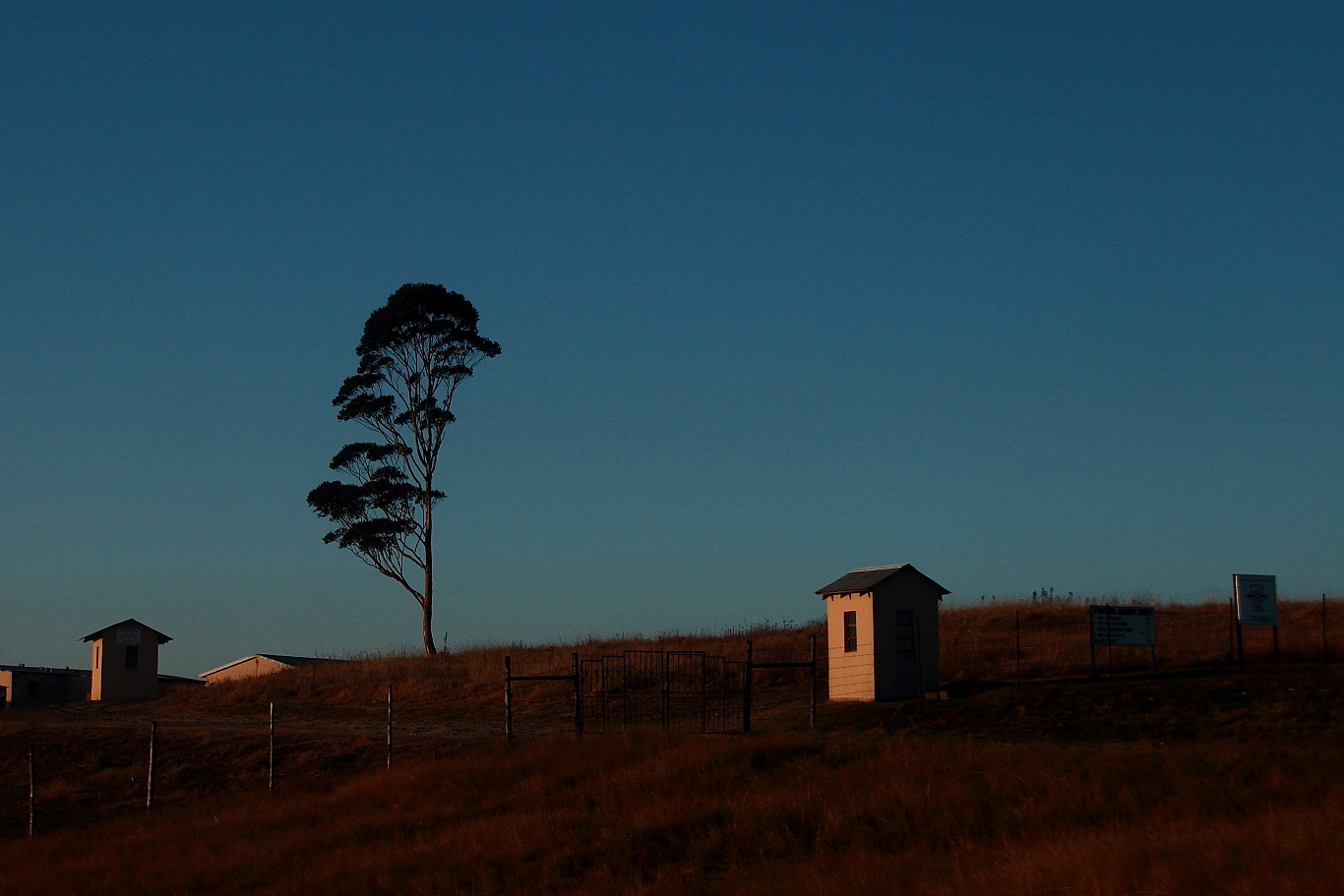
佩迪

佩迪（Peddie）是南非的城鎮，位於該國東部，由東開普省負責管轄，距離威廉王城55公里，面積9.77平方公里，2001年人口3,696，人口密度每平方公里380人。
33°11′46″S 27°06′58″E / 33.196°S 27.116°E